# Pietro Caucchioli
Pietro Caucchioli (nascido a 28 de agosto de 1975 em Bovolone, província de Verona) é um ciclista italiano, profissional desde 1999.
Os seus melhores resultados, e as suas vitórias mais importantes, conseguiu-os no Giro d'Italia, onde chegou a subir ao pódio em 2002 na 3ª praça, por trás de Savoldelli e Hamilton. Também foi 8º em 2005 e 9º em 2001. No Tour de France, o seu melhor resultado foi a 11ª posição conseguida na edição de 2004.
A 17 de junho de 2009 a UCI anunciou que o corredor tinha apresentado uns valores anómalos no seu passaporte biológico, pelo que se lhe abria um procedimento disciplinário por uma "potencial violação das regras antidopagem". A equipa Lampre anunciou que por esse motivo suspendia a Caucchioli e enfatizou que os valores anómalos eram do corredor datavam da Volta à Polónia de 2008, quando ainda não militava no conjunto italiano.
A 3 de junho de 2010 o CONI, atendendo à solicitação realizada pela UCI, impôs-lhe uma sanção de dois anos por dopagem.

## Palmarés
1998
- Giro do Belvedere

1999
- 1 etapa do Giro da Província de Lucca

2001
- 2 etapas do Giro d'Italia

2002
- 1 etapa da Volta a Aragão
- 3º no Giro d'Italia

2003
- 1 etapa do Giro da Província de Lucca

2006
- 1 etapa do Tour do Mediterrâneo

## Resultados nas grandes voltas
| Carreira        | 1999 | 2000 | 2001 | 2002 | 2003 | 2004 | 2005 | 2006 | 2007 | 2008 | 2009 |
| --------------- | ---- | ---- | ---- | ---- | ---- | ---- | ---- | ---- | ---- | ---- | ---- |
| Giro d'Italia   | 46º  | 85º  | 9º   | 3º   | 26º  | -    | 25º  | -    | 8º   | -    | -    |
| Tour de France  | -    | -    | -    | -    | Ab.  | 11º  | 36º  | 16º  | -    | -    | -    |
| Volta a Espanha | -    | -    | -    | -    | -    | Ab.  | -    | 37º  | Ab.º | -    | -    |

-: não participa Ab.: Abandona